# Fate/unlimited codes
Fate/unlimited codes (フェイト/アンリミテッドコード, Feito/anrimiteddo kōdo) est un jeu vidéo de combat développé par cavia, inc. et 8ing en collaboration avec Capcom. Il est basé sur le visual novel Fate/stay night. Sorti au Japon le 11 juin 2008 sur les arcades équipées de System 246 et le 18 décembre 2008 sur PlayStation 2,,,, un portage amélioré est sortie pour la PlayStation Portable au Japon le 18 juin 2009,, auquel il était par la suite téléchargeable sur le PlayStation Store en Amérique du Nord et en Europe à partir du 3 et 10 septembre 2009 respectivement,.
Le 30 mai 2012, il a été signalé qu'en raison de l'expiration de la licence numérique, Capcom USA, la branche américaine de la firme, a dû interrompre la vente du jeu sur le PlayStation Store dans cette région à compter du 12 juin 2012.

## Intrigue
Ayant pour base Fate/stay night, quelques éléments de la cinquième guerre du Saint Graal sont repris pour en faire des petites histoires développées racontant les événements de différentes façons, on peut tout de même noter certaines exceptions qui ne sont pas forcément incorporés dans la série originale.

## Système de jeu
Chaque combat se déroule en un contre un, pour remporter un combat il faut nécessairement gagner deux manches. Bien que les graphiques soit en 3D, l'aspect du système assez proche d'un jeu de combat 2D. Les Nobles Phantasm sont également utilisables dans le jeu.

## Personnages jouables
- Shirō Emiya
- Rin Tōsaka
- Sakura Matō
- Saber
- Archer
- Lancer
- Berserker
- Rider
- Gilgamesh
- Kirei Kotomine
- Caster
- Assassin
- Luviagelita Edelfelt (de Fate/hollow ataraxia)

Personnages exclusifs à la PS2 et PSP
- Bazett Fraga Mcremitz (de Fate/hollow ataraxia)
- Saber Alter
- Saber Lily (nouveau personnage)
- Leysritt
- Zero Lancer (de Fate/Zero)

Uniquement dans les mini-jeux
- Illyasviel von Einzbern

## Portages
- PlayStation 2 : 
  -  18 décembre 2008

- PlayStation Portable : 
  -  18 juin 2009
  -   3 septembre 2009 du 30 mai 2012 via PlayStation Store
  -  10 septembre 2009 via PlayStation Store